# Eucosmophora atlantis
Eucosmophora atlantis là một loài bướm đêm thuộc họ Gracillariidae. Nó được tìm thấy ở Costa Rica.
Chiều dài cánh trước là 3.6-4.5 mm đối với con đực và 4-4.8 mm. đối với con cái.
Ấu trùng có thể ăn a Sapotaceae species và probably mine the leaves of their host plant.